# Nonostante tutto (singolo Antonio Maggio)
Nonostante tutto è un brano musicale del cantante italiano Antonio Maggio, pubblicato come secondo singolo del suo primo album, Nonostante tutto, uscito nel 2013. Prodotto dalla Universal.

## Video musicale
Il video del brano è stato presentato sulla piattaforma Vevo.